# Siège du Gouvernement de Haute-Bavière
Le bâtiment du gouvernement de Haute-Bavière est situé sur la Maximilianstrasse à Munich. Il abrite le gouvernement de Haute-Bavière et l'Office de l'air du sud de la Bavière, l'autorité aéronautique des Districts de Haute-Bavière, de Basse-Bavière et de Souabe.

## Architecture et histoire
Le bâtiment représentatif avec sa façade en terre cuite de 180 mètres de long et de 29 mètres de haut a été construit entre 1856 et 1864 dans le cadre de la construction de la Maximilianstrasse par l'architecte Friedrich Bürklein en style néo-gothique dit de Maximilien, caractéristique de la rue. Le client était le roi Maximilien II, qui souhaitait un bâtiment représentatif de l'ancien Gouvernement du district royal de Haute-Bavière. La pose de la première pierre eut lieu le 28 novembre 1856, pour le 45e anniversaire du roi.
En 1944, le bâtiment fut en grande partie détruit par des attentats à la bombe. Derrière la façade historique classée du bâtiment, l'intérieur a été vidé et reconstruit avec de nouveaux plans d'étage et des hauteurs modifiées. L'escalier central en colimaçon du nouveau bâtiment est désormais classé monument historique. La structure des fenêtres a également été modifiée en fonction des nouvelles divisions des étages et simplifiée dans le style des années 1950, car la division verticale  néogothique a été supprimée lors de la reconstruction. La façade a été restaurée en 2008 et les pierres en terre cuite endommagées ont été remplacées. 

## Description
Sur le toit se trouvent trois statues féminines en bronze qui, comme la statue d'Erasmus Graf von Deroy devant le bâtiment, ont été réalisées par Johann von Halbig en 1864. D'ouest en est, ce sont Fides (fidélité), Justitia (justice) et Sapientia (sagesse). 
Les armoiries de 23 villes de Haute-Bavière et de la ville de Bruck du Haut-Palatinat (Bruck était un fief de Haute-Bavière au XIVe siècle), figurent sur la façade, disposées en groupes de trois. Les armoiries originales de la ville de Dachau se composaient uniquement d'un éperon, qui reste l'un des trois éléments des armoiries actuelles. Les anciennes armoiries de Berchtesgaden, également représentées sur la tour est du bâtiment, représentaient Saint-André. Les premières armoiries de Garmisch représentaient Saint-Martin.

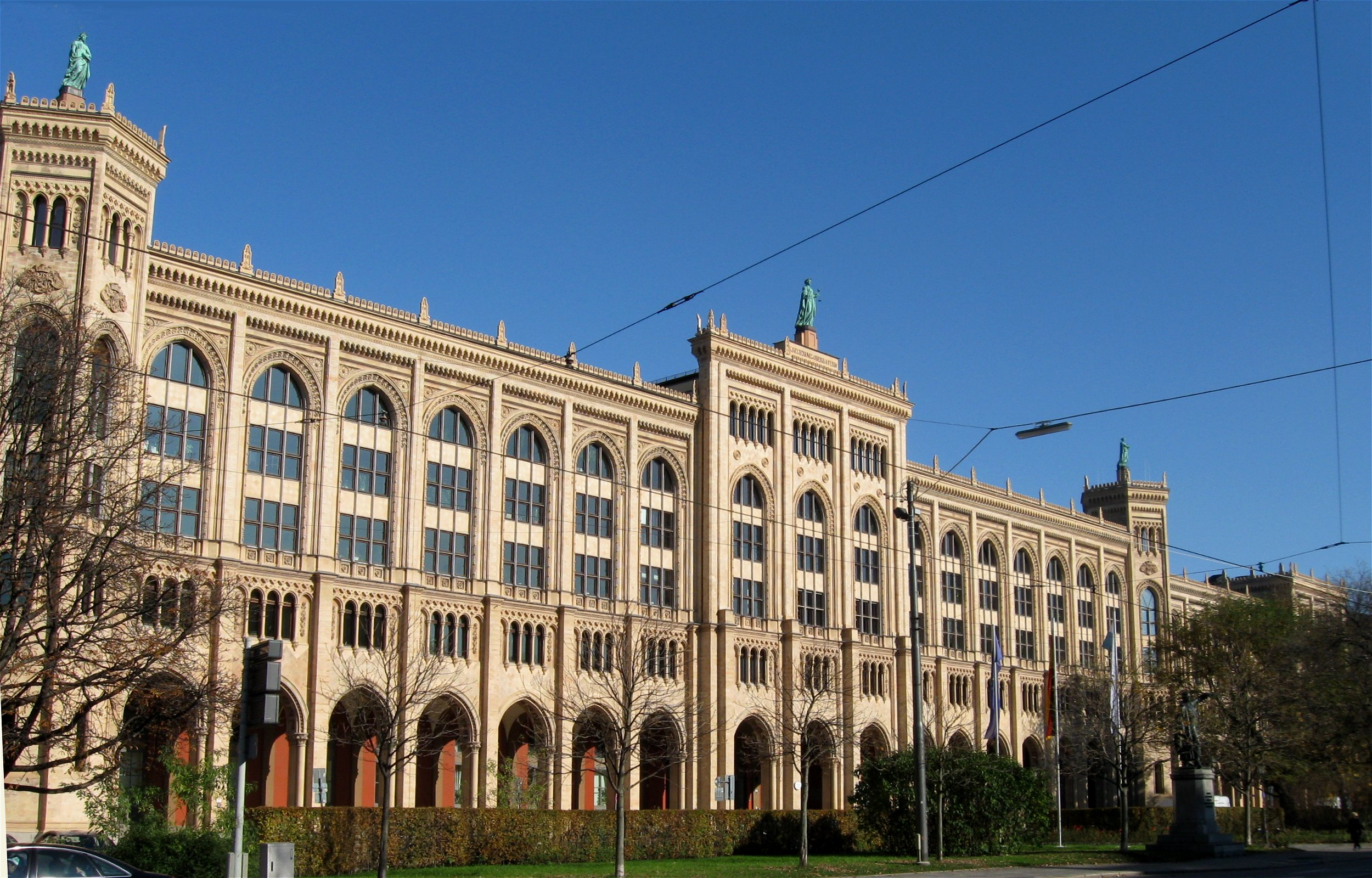
Gouvernorat de la Haute-Bavière
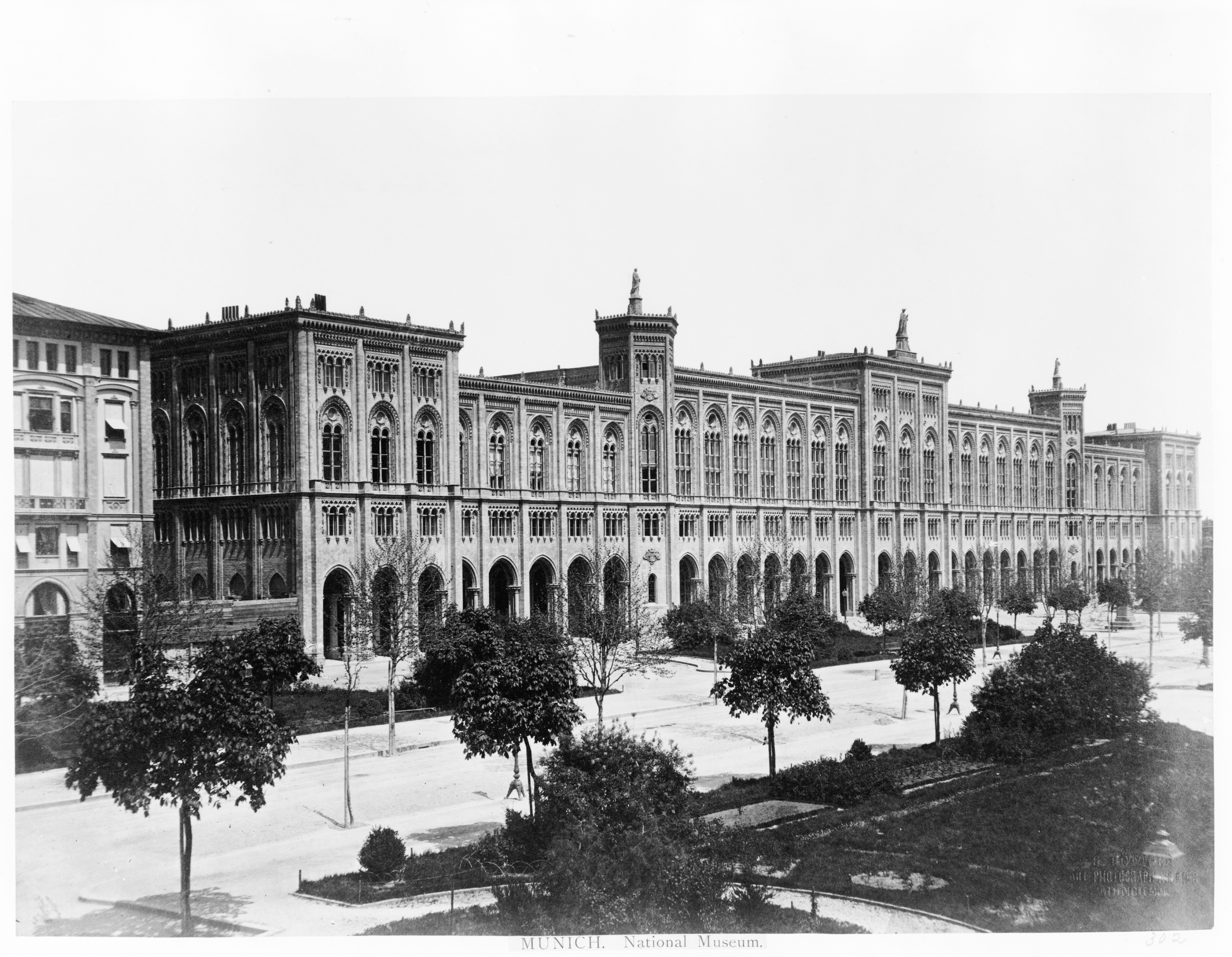
État du bâtiment d'origine au 19e siècle
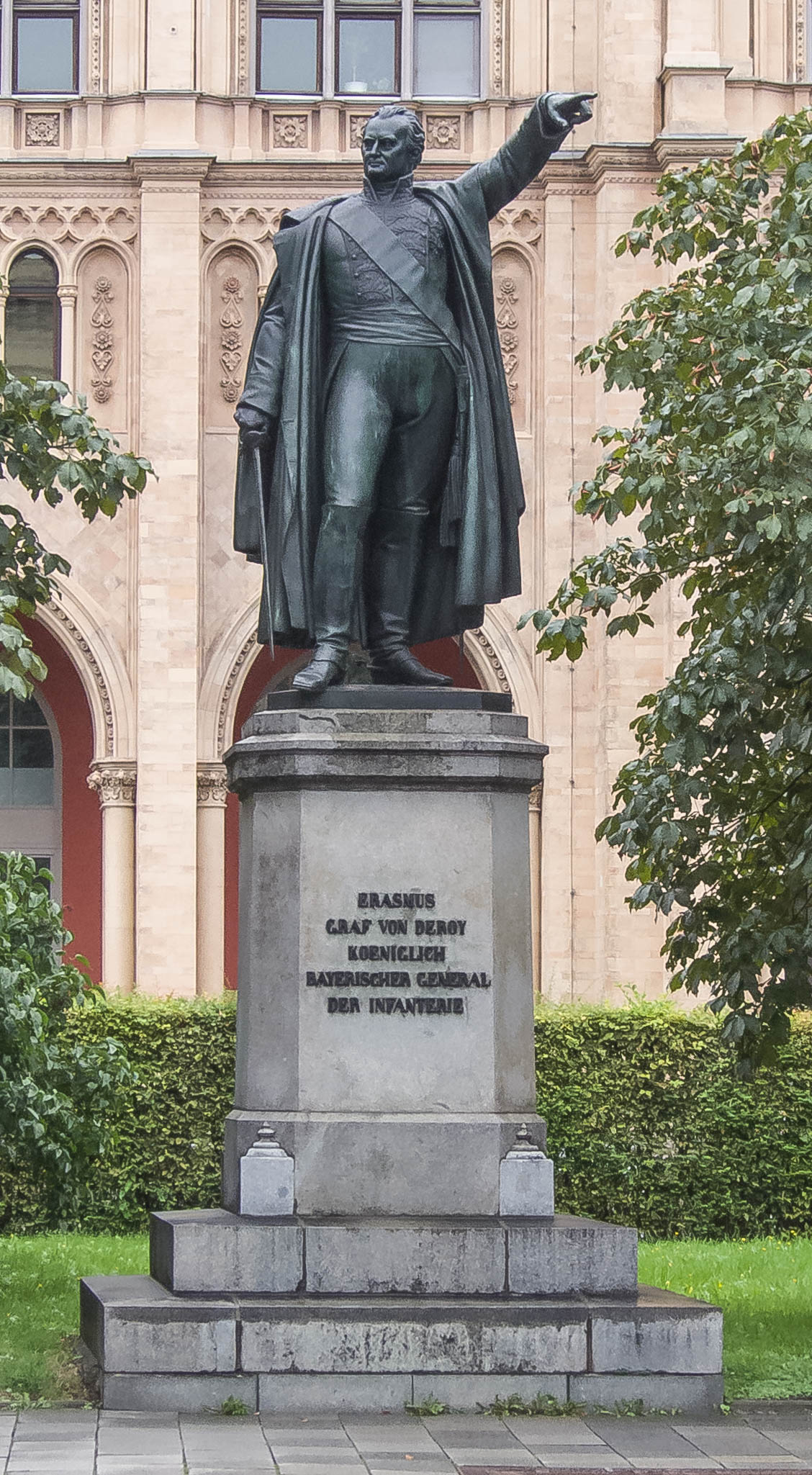
Monument Erasmus Comte de Deroy devant le bâtiment
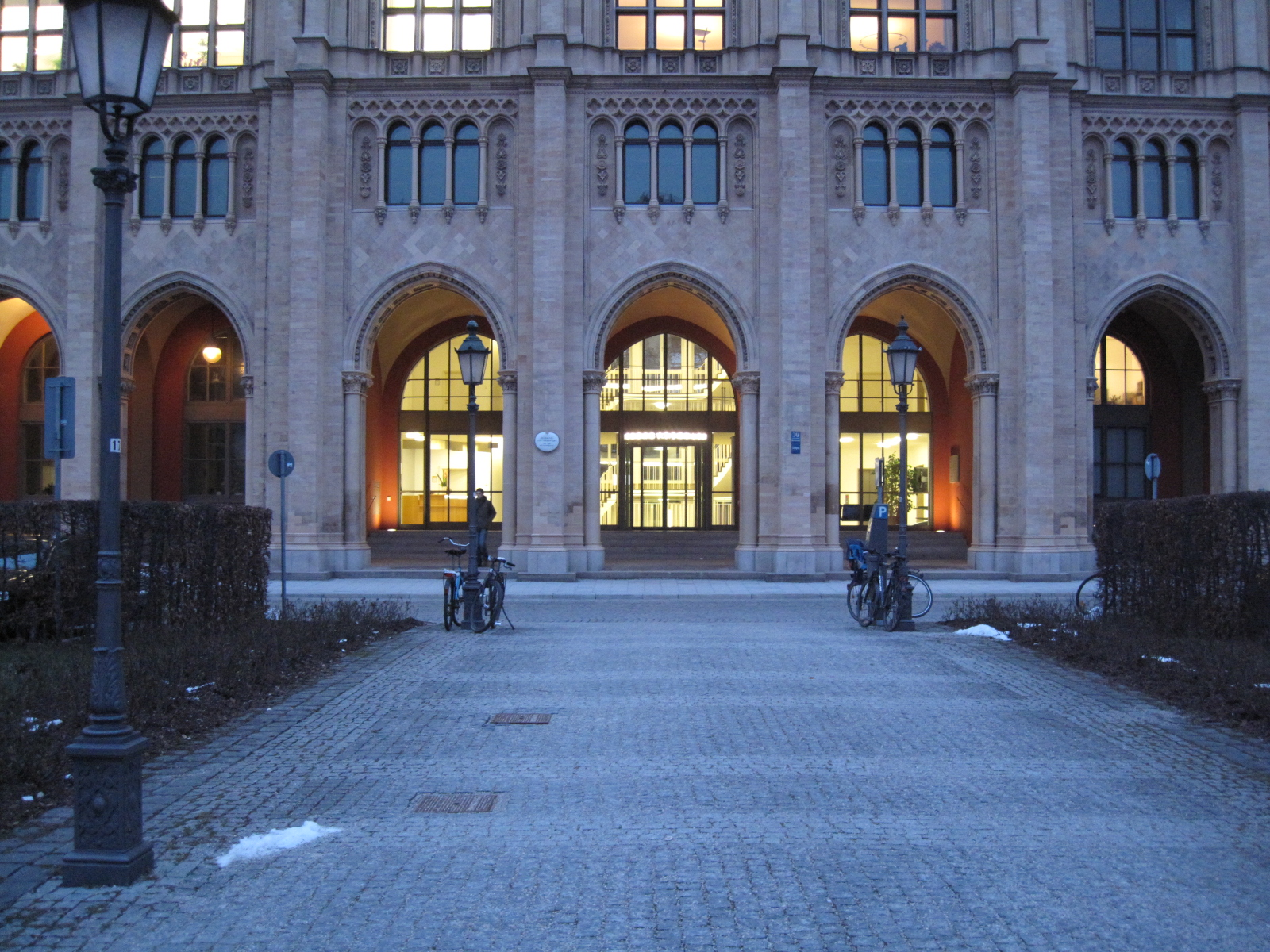
Entrée
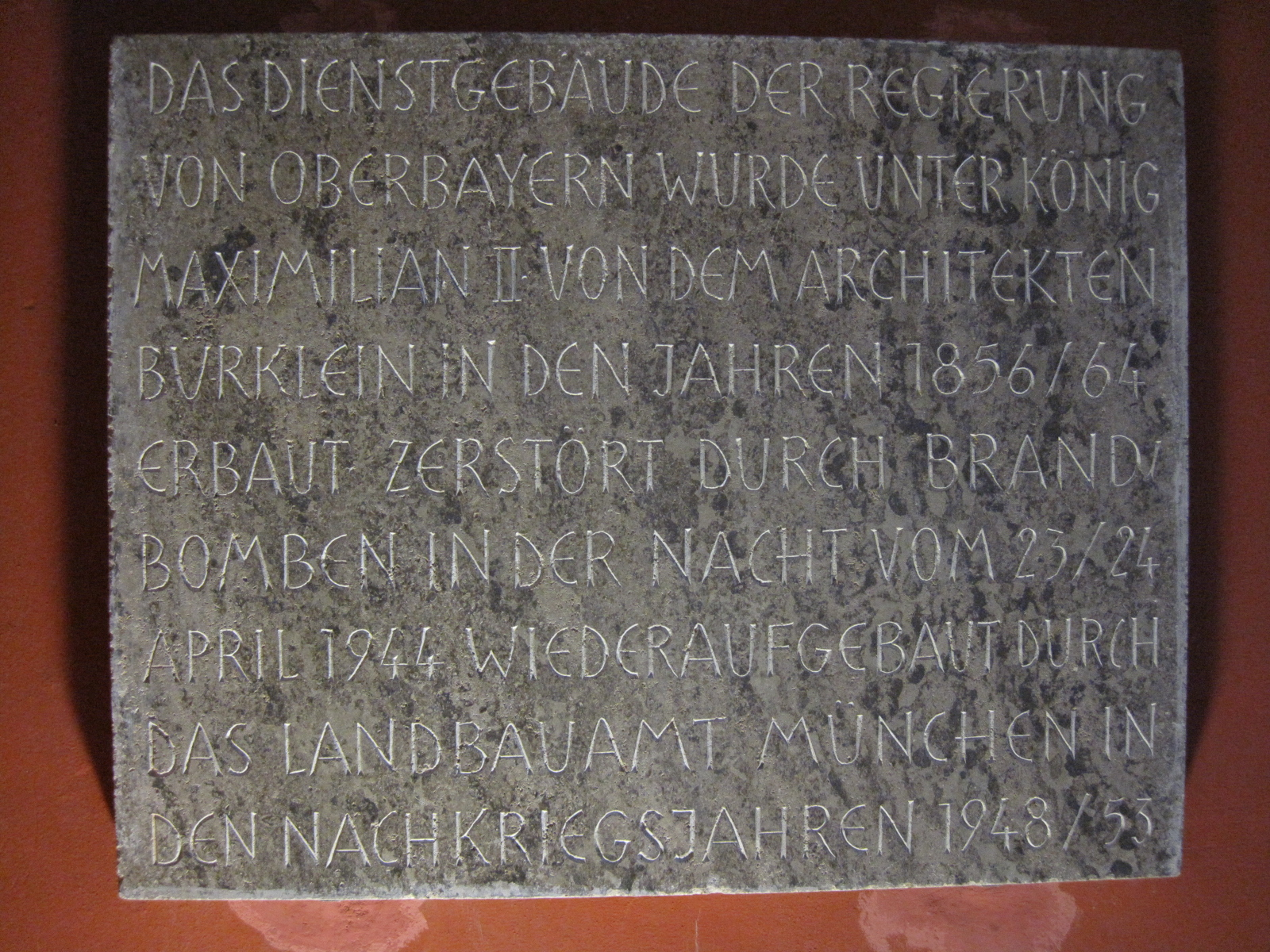
Inscription à l'entrée